# Тереза Янухта
Тереза Янухта (на полски: Teresa Januchta) е полска поетеса и писателка, авторка на произведения в жанра лирика и детска литература.

## Биография и творчество
Тереза Янухта е родена на 4 юли 1947 г. в Каролин, Полша. Завършва педагогическата гимназия в Тшчянка и след това Висше педагогическо училище в Жельона Гура. След дипломирането си работи като учителка във Великополша и Долна Силезия, а от 1982 г. в Познан.
От 1992 г. е председател на Литературния кръжок към Клуба на учителите в Познан. Редактира литературното списание Spojrzenie, организира поетични вечери (т.нар. „Литературни вторници“) и литературни конкурси (включително Националния литературен конкурс под мотото „Екранът няма да ни погълне“).
Прави поетичния си дебют през 1984 г. в литературната част на „Учителски глас“ със стихотворението „Пейзаж от детството“. Публикува стихотворения, разкази и рецензии в литературната преса, включително в литературните списания Akant, Najprostej, Pomosty, Obrzeża, както и в алманаси и антологии, включително в „Строфи за Велика Полша“, „Вторият пулс“, „Времето не е записано“ (където е и редактор), „Пулс на часовете“ (редактор), „Беше, е и ще бъде – като майка“, „Чудо, което трае“ и др. Победителка е в много литературни конкурси. Редакторка на антологията за религиозна поезия „В лъчите на милосърдието“.
Първата ѝ книга, стихосбирката „Преди светлината“ (Przed light), е издадена през 1989 г. Следват още нейни стихосбирки: „На кръстопът“ (1999), „Пътеки за достъп“ (2003), „На четири крачки от градината“ (2007), „Завръщане на простори“ (2007) и др., като някои от тях са за деца. Авторка е и на книгата за деца „Приказки за стария часовник“ (2010) и на романа „Тръпчивият вкус на райските ябълки“ (2008).
От 2003 г. тя е член на Асоциацията на полските писатели, а в периода 2005 – 2007 г. е секретар на клона на Асоциацията на полските писатели в Познан.
За своята професионална и обществена дейност е наградена с Почетен знак „За заслуги в развитието на Познанското воеводство“ (1986), Златна значка на Синдиката на полските учители (1999), значка „Изявен културен деец“ (1999), „Медал на Комисията за национално образование“ (2002), почетен знак „За заслуги към полската култура“ (2009) и знак „За заслуги към Великополското воеводство“ (2013).
Тереза Янухта умира на 24 декември 2022 г. в Познан. Погребана е в Шамотули.

## Произведения

### Поезия
- Przed światłem (1989)[1][3]
- Na trzepaku (1993) – за деца
- Na rozstajach (1999)
- Zwierzowiec (1999) – за деца
- Ścieżki dostępu (2003)
- Cztery kroki od ogródka (2007) – за деца
- Powracające przestrzenie (2007)
- W różowym domku Milenki (2008)

### Самостоятелни романи
- Cierpki smak rajskich jabłek (2008)[3]

### Детска литература
- Opowieści starego zegara (2010)

### Сборници
- Na obrzeżach świtu (2013) – разкази[3][3]
- Cierniowe lata (2013)